# Toni Kuusela
Toni Matti Kristian Kuusela (* 21. Januar 1994 in Vimpeli) ist ein finnischer Leichtathlet, der sich auf den Speerwurf spezialisiert hat.

## Sportliche Laufbahn
Toni Kuusela sammelte 2010 erste Wettkampferfahrung im Speerwurf gegen die nationale Konkurrenz. 2012 trat er zum ersten Mal bei den nationalen U20-Meisterschaften an und konnte mit persönlicher Bestleistung von 67,37 m die Silbermedaille gewinnen. 2013 steigerte er sich auf 75,63 m und qualifizierte sich damit für die U20-Europameisterschaften in Rieti. Dort zog er in das Finale ein und belegte mit 73,06 m den fünften Platz. 2014 belegte er den sechsten Platz bei den Finnischen U23-Meisterschaften, ein Jahr später folgte in der gleichen Altersklasse die Goldmedaille. Anschließend trat er erst wieder 2018 bei den nationalen Meisterschaften an und konnte den fünften Platz belegen. Im August verbesserte er sich auf 78,45 m. 2019 gelang Kuusela Anfang Juni erstmals ein Wurf über die 80-Meter-Marke in einem Wettkampf. Anschließend folgten weitere Bestätigungen, auch mit der neuen Bestleistung von 83,40 m. Anfang August gewann er die Bronzemedaille bei den Finnischen Meisterschaften. Ende Oktober nahm er in Wuhan an den Militärweltspielen teil und belegte im Finale den siebten Platz.
2020 gewann Kuusela erneut die Bronzemedaille bei den Finnischen Meisterschaften. 2021 warf er im Juni den Speer auf eine neue Bestweite von 85,03 m und erfüllte damit die Qualifikationsnorm für die Olympischen Sommerspiele in Tokio. In Tokio warf er den Speer in der Qualifikation auf 76,96 m und verpasste damit den Einzug in das Finale. Einen Monat später trat er bei den Europameisterschaften in München an und belegte im Finale den fünften Platz. 2023 wurde Kuusela finnischer Vizemeister. Im August trat er in Budapest bei seinen ersten Leichtathletik-Weltmeisterschaften an. Mit 79,27 m in der Qualifikation, verpasste er knapp das Finale der besten Zwölf.

## Wichtige Wettbewerbe
| Jahr                 | Veranstaltung             | Ort                  | Platz                | Disziplin            | Weite                |
| Startet für Finnland | Startet für Finnland      | Startet für Finnland | Startet für Finnland | Startet für Finnland | Startet für Finnland |
| -------------------- | ------------------------- | -------------------- | -------------------- | -------------------- | -------------------- |
| 2013                 | U20-Europameisterschaften | Rieti                | 5.                   | Speerwurf            | 73,06 m              |
| 2019                 | Militärweltspiele         | Wuhan                | 7.                   | Speerwurf            | 72,47 m              |
| 2021                 | Olympische Sommerspiele   | Tokio                | 26.                  | Speerwurf            | 76,96 m              |
| 2022                 | Europameisterschaften     | München              | 5.                   | Speerwurf            | 80,20 m              |
| 2023                 | Weltmeisterschaften       | Budapest             | 13.                  | Speerwurf            | 79,27 m              |

## Leistungsentwicklung
- 2012: 67,37 m
- 2013: 75,63 m
- 2018: 78,45 m
- 2019: 83,40 m
- 2021: 85,03 m